# Vierschansentoernooi 2006
Het Vierschansentoernooi van 2006 werd zoals gebruikelijk gehouden na de kerst en na de jaarwisseling in de traditionele locaties Oberstdorf (29 december), Garmisch-Partenkirchen (1 januari), Innsbruck (4 januari) en Bischofshofen (6 januari).
Alle wedstrijden tellen ook individueel mee voor de wereldbeker.

## Oberstdorf
In Oberstdorf wist de winnaar van 2005 Janne Ahonen de eerste wedstrijd op zijn naam te schrijven. Ondanks een wat minder voorseizoen, waarin hij anderen voor zich moest dulden, kwam hij tijdens het traditionele toernooi dat hij al drie keer eerder winnend wist af te sluiten al direct goed uit de startblokken. Zijn eerste sprong ging over een afstand van 130,5 meter. Zijn tweede sprong ging een halve meter minder ver, maar met een puntentotaal van 270,9 bleef hij de andere springers voor. De tweede plaats was weggelegd voor Roar Ljøkelsøy uit Noorwegen. Op de derde plaats eindigde de Tsjech Jakub Janda die in 2005 definitief doorbrak.
| pos. | springer            | land        | punten |
| ---- | ------------------- | ----------- | ------ |
| 1    | Janne Ahonen        | Finland     | 270,9  |
| 2    | Roar Ljøkelsøy      | Noorwegen   | 268,4  |
| 3    | Jakub Janda         | Tsjechië    | 262,6  |
| 4    | Takanobu Okabe      | Japan       | 260,8  |
| 5    | Matti Hautamäki     | Finland     | 258,0  |
| 6    | Andreas Widhölzl    | Oostenrijk  | 248,1  |
| 7    | Georg Späth         | Duitsland   | 245,3  |
| 8    | Simon Ammann        | Zwitserland | 244,8  |
| 9    | Michael Uhrmann     | Duitsland   | 244,4  |
| 10   | Bjørn Einar Romøren | Noorwegen   | 243,8  |
| 11   | Dmitri Vasiljev     | Rusland     | 243,6  |
| 12   | Alexander Herr      | Duitsland   | 238,7  |
| 13   | Adam Małysz         | Polen       | 238,0  |
| 13   | Noriaki Kasai       | Japan       | 238,0  |
| 15   | Andreas Kofler      | Oostenrijk  | 236,7  |

## Garmisch-Partenkirchen
Janne Ahonen wist op 1 januari 2006 zijn koppositie te verstevigen door in Garmisch-Partenkirchen tweede te worden achter de Tsjech Jakub Janda. Janda kwam in zijn eerste sprong tot 125 meter terwijl Ahonen op 122,5 meter bleef steken. In de tweede sprong reikte Ahonen echter verder en maakte hij het met 124 meter Janda nog lastig. Op zijn beurt kwam Janda niet verder dan 121,5 meter, waardoor beiden een totaalafstand van 246,5 meter hadden gesprongen. Uiteindelijk gaf de jurywaardering voor de techniek van Janda de doorslag, waardoor hij de Fin klopte. De derde plaats was ook voor een Fin, Matti Hautamäki kwam tot een totaalscore van 260,3 punten.
| pos. | springer        | land        | punten |
| ---- | --------------- | ----------- | ------ |
| 1    | Jakub Janda     | Tsjechië    | 264,7  |
| 2    | Janne Ahonen    | Finland     | 262,2  |
| 3    | Matti Hautamäki | Finland     | 260,3  |
| 4    | Andreas Küttel  | Zwitserland | 259,8  |
| 5    | Roar Ljøkelsøy  | Noorwegen   | 249,8  |
| 6    | Andreas Kofler  | Oostenrijk  | 248,9  |
| 7    | Michael Uhrmann | Duitsland   | 246,6  |
| 8    | Simon Ammann    | Zwitserland | 242,9  |
| 9    | Georg Späth     | Duitsland   | 240,8  |
| 10   | Takanobu Okabe  | Japan       | 238,6  |
| 11   | Martin Koch     | Oostenrijk  | 237,4  |
| 12   | Noriaki Kasai   | Japan       | 236,3  |
| 13   | Rok Benkovic    | Slovenië    | 235,0  |
| 14   | Dmitri Vasiljev | Rusland     | 233,2  |
| 15   | Alexander Herr  | Duitsland   | 231,8  |

## Innsbruck
Lars Bystøl was de verrassende winnaar van de derde wedstrijd die gehouden werd in Innsbruck. De Noor werd slechts 42e in de kwalificatieronde, maar steeg in de finaleronde boven zichzelf uit. Hij ontving 264,7 punten na sprongen van 127,0 en 129,5 meter. Jakub Janda sprong 123,5 en 133 meter en ontving daarvoor 263,2 punten, wat hem de tweede plaats opleverde. Tevens nam hij hiermee de leiding in het klassement over van Janne Ahonen. Na de eerste finalesprong ging Thomas Morgenstern met 130,0 meter aan de leiding. Zijn tweede sprong van 124,5 meter leverde hem echter niets op en hij viel zelfs van het podium. Die plaats was weggelegd voor Bjørn Einar Romøren.
| pos. | springer            | land        | punten |
| ---- | ------------------- | ----------- | ------ |
| 1    | Lars Bystøl         | Noorwegen   | 264,7  |
| 2    | Jakub Janda         | Tsjechië    | 263,2  |
| 3    | Bjørn Einar Romøren | Noorwegen   | 258,1  |
| 4    | Thomas Morgenstern  | Oostenrijk  | 257,6  |
| 5    | Roar Ljøkelsøy      | Noorwegen   | 256,9  |
| 6    | Janne Ahonen        | Finland     | 255,4  |
| 7    | Andreas Küttel      | Zwitserland | 255,2  |
| 8    | Takanobu Okabe      | Japan       | 253,8  |
| 9    | Noriaki Kasai       | Japan       | 251,7  |
| 10   | Rok Benkovic        | Slovenië    | 251,4  |
| 11   | Andreas Kofler      | Oostenrijk  | 251,3  |
| 12   | Andreas Widhölzl    | Oostenrijk  | 250,2  |
| 13   | Georg Späth         | Duitsland   | 248,4  |
| 14   | Sebastian Colloredo | Italië      | 248,1  |
| 15   | Matti Hautamäki     | Finland     | 247,1  |

## Bischofshofen
De laatste wedstrijd in Bischofshofen kende een ongemeen spannende en tevens historische slotfase. Jakub Janda die voor aanvang van de wedstrijd de leiding in handen had, leek de overwinning veilig te stellen door in de eerste sprong 141,0 meter te springen. Janne Ahonen, zijn directe concurrent sprong echter ook 141,0 meter, maar Janda kreeg een hogere jurywaardering, waardoor het leek dat de zege hem niet meer kon ontgaan. Alle spanning kwam terug toen in de tweede sprong Ahonen kwam tot een afstand van 141,5 meter. Janda had nu 143,8 punten nodig om zijn eerste titel binnen te halen. Zijn sprong eindigde op 139,0 meter en alles hing af van de jurywaardering. De jury zou hem uiteindelijk 143,7 punten geven waardoor Ahonen de dagwinst pakte met exact twee punten verschil met Janda. De voorsprong voor aanvang van de wedstrijd van Janda was eveneens exact twee punten, waardoor voor het eerst in de geschiedenis de zege werd gedeeld.
| pos. | springer            | land        | punten |
| ---- | ------------------- | ----------- | ------ |
| 1    | Janne Ahonen        | Finland     | 293,0  |
| 2    | Jakub Janda         | Tsjechië    | 291,0  |
| 3    | Roar Ljøkelsøy      | Noorwegen   | 282,0  |
| 4    | Andreas Küttel      | Zwitserland | 277,7  |
| 5    | Bjørn Einar Romøren | Noorwegen   | 265,8  |
| 6    | Takanobu Okabe      | Japan       | 264,6  |
| 7    | Alexander Herr      | Duitsland   | 262,0  |
| 8    | Thomas Morgenstern  | Oostenrijk  | 257,6  |
| 9    | Andreas Widhölzl    | Oostenrijk  | 256,6  |
| 10   | Andreas Kofler      | Oostenrijk  | 255,9  |
| 11   | Noriaki Kasai       | Japan       | 255,5  |
| 12   | Michael Uhrmann     | Duitsland   | 254,4  |
| 13   | Sebastian Colloredo | Italië      | 253,5  |
| -    | Rok Benkovic        | Slovenië    | 253,5  |
| 15   | Matti Hautamäki     | Finland     | 252,6  |
| -    | Janne Happonen      | Finland     | 252,6  |

## Klassement
| pos. | springer            | land        | punten |
| ---- | ------------------- | ----------- | ------ |
| 1    | Jakub Janda         | Tsjechië    | 1081,5 |
| 1    | Janne Ahonen        | Finland     | 1081,5 |
| 3    | Roar Ljøkelsøy      | Noorwegen   | 1057,1 |
| 4    | Andreas Küttel      | Zwitserland | 1022,9 |
| 5    | Matti Hautamäki     | Finland     | 1018,0 |
| 6    | Takanobu Okabe      | Japan       | 1017,8 |
| 7    | Bjørn Einar Romøren | Noorwegen   | 997,9  |
| 8    | Andreas Kofler      | Oostenrijk  | 992,8  |
| 9    | Noriaki Kasai       | Japan       | 981,5  |
| 10   | Georg Späth         | Duitsland   | 976,7  |
| 11   | Michael Uhrmann     | Duitsland   | 975,0  |
| 12   | Rok Benkovic        | Slovenië    | 971,0  |
| 13   | Simon Ammann        | Zwitserland | 964,3  |
| 14   | Dmitri Vasiljev     | Rusland     | 952,9  |
| 15   | Sebastian Colloredo | Italië      | 932,5  |

1953 ·
1954 ·
1955 ·
1956 ·
1957 ·
1958 ·
1959 ·
1960 ·
1961 ·
1962 ·
1963 ·
1964 ·
1965 ·
1966 ·
1967 ·
1968 ·
1969 ·
1970 ·
1971 ·
1972 ·
1973 ·
1974 ·
1975 ·
1976 ·
1977 ·
1978 ·
1979 ·
1980 ·
1981 ·
1982 ·
1983 ·
1984 ·
1985 · 
1986 ·
1987 ·
1988 ·
1989 ·
1990 ·
1991 ·
1992 ·
1993 ·
1994 ·
1995 ·
1996 ·
1997 ·
1998 ·
1999 ·
2000 ·
2001 ·
2002 ·
2003 ·
2004 ·
2005 ·
2006 ·
2007 ·
2008 ·
2009 · 
2010 ·
2011 ·
2012 ·
2013 ·
2014 ·
2015 ·
2016 ·
2017 ·
2018 ·
2019 ·
2020 ·
2021 ·
2022 ·
2023 ·
2024 ·
2025 

Lijst van eindwinnaars